# Лејкмор (Охајо)
Лејкмор (енгл. Lakemore) град је у америчкој савезној држави Охајо.

## Демографија
По попису из 2010. године број становника је 3.068, што је 507 (19,8%) становника више него 2000. године.
| Група             | 2000.         | 2010.         |
| Белци             | 2.496 (97,5%) | 2.908 (94,8%) |
| Афроамериканци    | 12 (0,5%)     | 61 (2,0%)     |
| Азијати           | 1 (0,0%)      | 22 (0,7%)     |
| Хиспаноамериканци | 13 (0,5%)     | 35 (1,1%)     |
| Укупно            | 2.561         | 3.068         |